# Bíró Miklós (politikus)
Bíró Miklós (Kötegyán, 1940. június 1. – Mátészalka, 2019. május 8.) magyar gépészmérnök, politikus.

## Életpályája
Általános iskoláját szülővárosában kezdte meg. A gimnáziumot Komádiban végezte el. 1965-ben diplomázott az Agrártudományi Egyetem Mezőgazdasági Gépészmérnöki Karán, ahol okleveles gépészmérnök lett. Először Nyíregyházán kezdett dolgozni. Ezután a gépállomások igazgatóságánál tevékenykedett. 1966-tól a Mátészalkai Gépjavító Állomás főmérnöke, 1969–1975 között igazgatója volt. 1975–1989 között a Magyar Optikai Művek (MOM) mátészalkai gyáregységének igazgatója volt. 1989–1992 között a Magyar Optikai Művek (MOM) Mechanikai és Optikai Rt. elnöke és ügyvezető igazgatója volt.

### Politikai pályafutása
1968-tól az MSZMP tagja volt. 1980–1990 között országgyűlési képviselő volt (Mátészalka). 2002–2006 között Mátészalka polgármestere volt.

## Díjai
- Mátészalka díszpolgára (2017)[3]